# Staatssekretär für Integration
Der Staatssekretär für Integration war ein im April 2011 geschaffenes Staatssekretariat der österreichischen Bundesregierung.
Mit dem zuvor dem Innenministerium zugeteilten Arbeitsbereich wurde im Zuge einer Kabinettsumbildung Sebastian Kurz (* 1986) betraut. Nach der Nationalratswahl in Österreich 2013 und der Fortsetzung der großen Koalition wurde die Abteilung als neue Sektion VIII in das Außenministerium transferiert. 